# Národní muzeum
Národní muzeum v Praze (zkratka NM, od roku 1848 České muzeum, v letech 1854–1919 Museum Království českého) je nejvýznamnější česká muzejní instituce. Bylo založeno za vlády Františka I. v roce 1818 jako Wlastenské museum a sestávalo ze soukromých sbírek tehdejší české šlechty. Poslední významná rekonstrukce byla dokončena v říjnu 2018, na sté výročí vzniku Československa. 
Muzeum plní funkci sbírkotvornou, vědeckou, osvětovou a metodickou, zaměřuje se na více vědních a sbírkových oborů, jak přírodovědných (mineralogie, zoologie), tak historických (archeologie, numismatika) a uměleckých. Své sbírky spravuje a vystavuje v řadě budov v Praze i jinde v Česku. Od roku 1891 sídlí Národní muzeum v monumentální novorenesanční historické hlavní budově v horní části Václavského náměstí v Praze. Pod Národní muzeum spadá také řada dalších expozic v muzeích a památnících především v Praze, ale i v dalších místech Česka. K výsledkům vědeckého bádání v muzejních sbírkách patří například objev nejstarší známé cévnaté suchozemské rostliny světa Cooksonia barrandien. 
Národní muzeum se skládá z pěti odborných, do jisté míry samostatných ústavů: Přírodovědeckého muzea, Historického muzea, Českého muzea hudby, Náprstkova muzea asijských, afrických a amerických kultur a Knihovny Národního muzea. Každý z nich má ještě několik specializovaných oddělení a sbírky, které obsahují dohromady více než třináct milionů předmětů. Generálním ředitelem Národního muzea je od roku 2002 Michal Lukeš.

## Historie instituce

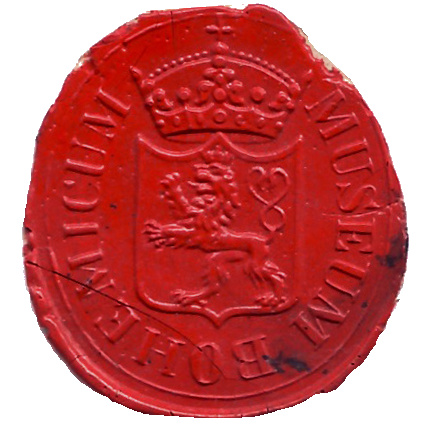
Pečeť ku příležitosti založení Musea Království českého v roce 1818

Muzeum bylo založeno roku 1818 pod názvem Vlastenské muzeum v Čechách, či Vaterländisches Museum in Böhmen  provoláním An die Vaterländischen Freunde der Wissenschaften. U zrodu stáli zástupci tehdejší české akademické veřejnosti a především šlechty, přičemž faktickými zakladateli byli hrabě František Josef z Klebelsbergu a jeho bratranec Kašpar Maria ze Šternberka, paleontolog světového významu. Hrabě Šternberk daroval muzeu své paleontologické sbírky a evropský herbář s více než 20 000 položkami, hrabě Josef Krakovský z Kolovrat knihovnu ze zámku v Březnici se stovkou středověkých iluminovaných rukopisů a hrabě František z Hartigu svou sbírku 600 vycpaných zvířat. Tyto sbírky se staly základem sbírek muzea.
Byl to také Šternberský palác na pražských Hradčanech, kde byly v letech 1821 až 1847 první sbírky muzea uloženy. Mezi další osobnosti raného období muzea pak patřili například také František Palacký, či hrabě Jan Dětmar z Nostic, J. T. Lindacker, František Xaver Maxmilián Zippe (zakladatel české mineralogie), botanici Tadeáš Haenke a Karel Bořivoj Presl, bratr Jana Svatopluka Presla. Jan Evangelista Purkyně, či francouzský paleontolog Joachim Barrande, jenž Národní muzeum proslavil celosvětově, nebo matematik Bernard Bolzano.
Mezi zakladateli a pokračovateli muzea byli také členové významného českého šlechtického rodu Kolowratů. Hrabě František Antonín II. se zasloužil o vznik Vlastenského muzea, odkázal mu knihovnu čítající 35 000 svazků knih a sbírku minerálů. Dále hrabě Jan Nepomuk Karel stál u zrodu a odkázal část svých sbírek a březnickou knihovnu s mnoha vzácnými prvotisky a iluminovanými rukopisy. Následně muzeum podporoval hrabě Josef Maria. Mezi další osobnosti patřili také cestovatelé Emil Holub, Vojta Náprstek, slavista Pavel Josef Šafařík, historik Karel Jaromír Erben ad.
Od roku 1848 nesla instituce název České muzeum, v období let 1854–1919 pak Museum Království českého, v letech 1919–1922 Zemské museum a od roku 1922 do 1939 Národní museum. V letech 1940–1945 se nazývalo Landesmuseum in Prag.

## Historie budov a součástí muzea

### Před postavením vlastní budovy
Před postavením vlastní budovy muzea, nyní označované jako historická či hlavní, sídlilo muzeum provizorně ve Šternberském paláci na Hradčanech (1821–1846), a dále v Nostickém paláci (1846–1892) v ulici Na příkopě 852/10 na Novém Městě. S jeho činností souvisely také další instituce, především Matice česká, zaměřená na vydávání publikací v českém jazyce, Časopis Národního muzea nebo Archeologický sbor.

### Historická budova

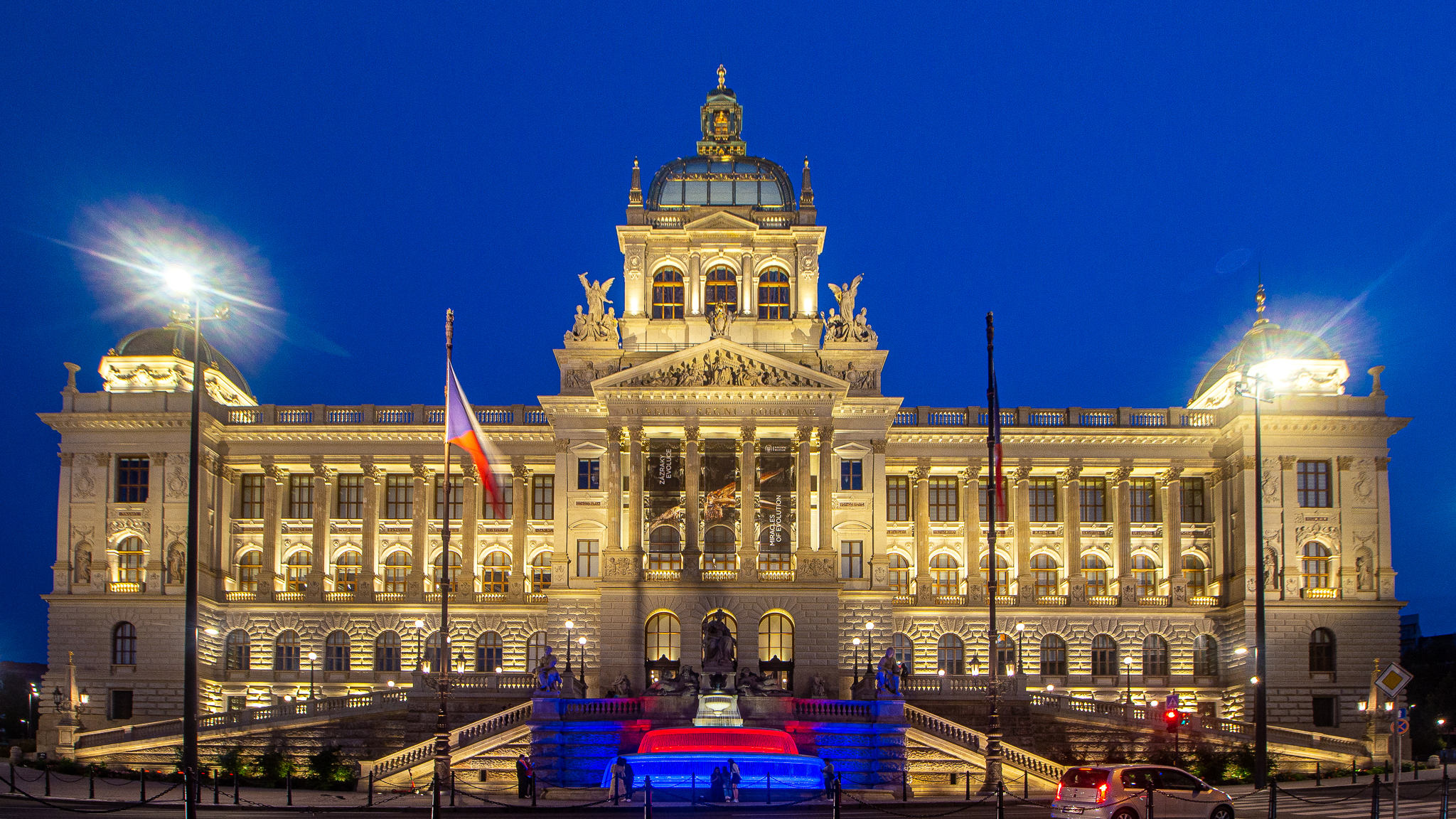
Noční pohled na Historickou budovu Národního muzea (2018)

Novorenesanční historická budova Národního muzea, tvořící dominantu celého Václavského náměstí, byla postavena podle projektu architekta Josefa Schulze s centrálním prostorem panteonu. Projekt vyšel vítězně ze soutěže 27 účastníků proto, že kladl důraz především na monumentalitu, zčásti na úkor funkčnosti (dobová idea Muzeum jako chrám vědy a umění), a byl otevřen roku 1891.
Od 8. července 2011 do 28. října 2018 byla hlavní budova uzavřena kvůli rekonstrukci. K částečnému otevření došlo v den 100. výročí vzniku Československa a 200. výročí založení Národního muzea. Součástí byla vernisáž Česko-slovenské/Slovensko-české výstavy a videomapping na vnějšek budovy. Kromě celkové opravy exteriéru a interiéru budovy byla za 42 měsíců rekonstrukce dále zastřešena nádvoří, zpřístupněna vyhlídková kupole a postaven podzemní propojovací tunel do Nové budovy Národního muzea (bývalé Federální shromáždění).
Od roku 2020 zde byly otevřeny čtyři stálé expozice: Sály minerálů, Zázraky evoluce, Okna do pravěku a Dějiny. Datum otevření zbývajících dvou expozic Lidé a Klenotnice zatím oznámen nebyl.

### Nová budova (Federální shromáždění)

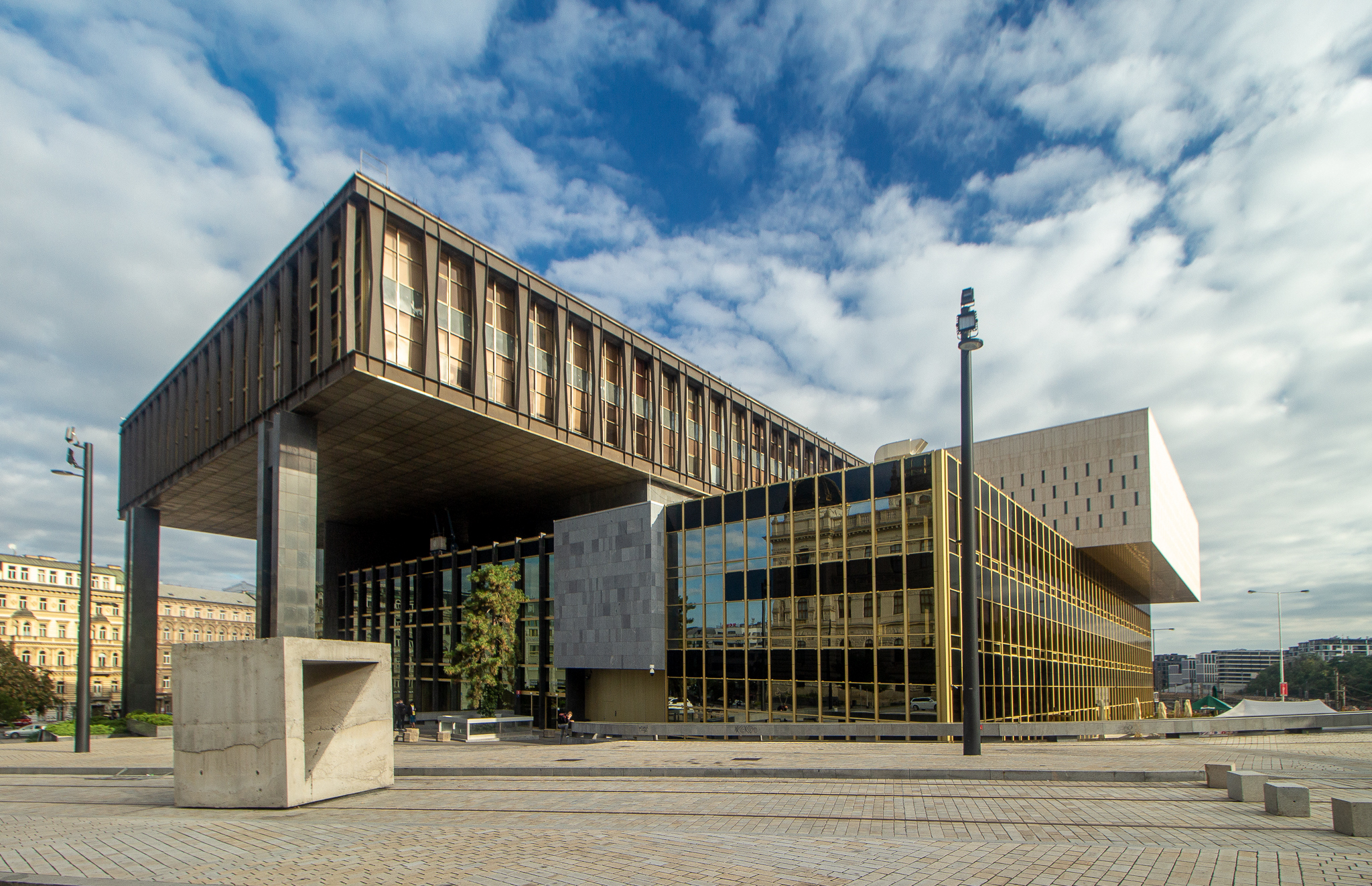
Nová budova Národního muzea (bývalé Federální shromáždění)

V roce 2009 byla do správy muzea převedena protější budova bývalého Federálního shromáždění, ve které působilo Rádio Svobodná Evropa. Slavnostního aktu předání budovy muzeu v červnu téhož roku se zúčastnil někdejší redaktor mnichovské redakce Svobodné Evropy a zároveň tehdejší ministr kultury Martin Štěpánek. Do objektu byly přesunuty kanceláře hospodářské správy, historického muzea, a část Knihovny Národního muzea. 
V roce 2019 byla budova propojena podzemním tunelem s hlavní historickou budovou NM. Toto spojení vytváří nový muzejní komplex, s možností 3D vizualizací a her se světlem v podzemní propojovací chodbě. Budova sloužila pro pořádání krátkodobých výstav, například zde byla v roce 2018 představena zoologická expozice Archa Noemova. V roce 2021 zde byla otevřena stálá expozice „Dějiny 20. století“.

### Rekonstrukce 2015–2018
Ve druhé dekádě nového tisíciletí donutil havarijní stav budovy (např. odpadlá ruka sochy mezi návštěvníky) tehdejší vládu České republiky učinit okamžité rekonstrukční opravy hlavní budovy muzea. Došlo k 7leté uzávěře a 3leté rozsáhlé rekonstrukci včetně zakrytí celé fasády nad Václavským náměstím, k přesunu sbírek a pod. Národní muzeum již získalo a k jednoduššímu přesunu využilo i sousedního parlamentu ČSFR, nestěhovalo však ku příkladu žirafu.
Muzeum zároveň restaurovalo své sbírky, provedlo řadu změn a nových instalací - zejména preparovalo různá zvířata s pomocí jednoho českého a sedmi zahraničních preparátorů, přesně dle pokynů muzea. Za největší zásah do budovy lze považovat rekonstrukci topení (s rekuperací tepla) a také prosklení nádvoří muzea, čímž vznikl prostor pro kulturní akce, koncerty, obrovské instalace. Nedošlo zde k žádné nové realizaci architektonické soutěže, aby se zachovaly původní myšlenky Josefa Schulze.
Od 1. září 2021 je znovu k vidění známá kostra plejtváka myšoka zavěšena u stropu muzea. Byla věnována cestovatelem Antonínem Fričem, bratrem známějšího Vojtěcha. Plejtvák kvůli své váze (4 tuny, 22,5 metrů) byl stěží instalován i nově pověšen.

### Další objekty
Kromě Historické a Nové budovy spadají pod Národní muzeum také tyto objekty:
- Náprstkovo muzeum asijských, afrických a amerických kultur (Betlémské náměstí, Praha)
- České muzeum hudby (Karmelitská ulice, Praha)
- Muzeum Bedřicha Smetany (Novotného lávka 1, Praha)
- Muzeum Antonína Dvořáka (Ke Karlovu 20, Praha)
- Památník Jaroslava Ježka (Kaprova ulice, Praha)
- Památník Bedřicha Smetany (Jabkenice)
- Památník Josefa Suka (Křečovice)
- Lapidárium Národního muzea (Výstaviště, Praha 7 – Bubeneč)
- Národopisné muzeum Národního muzea (Letohrádek Kinských Praha 5)
- Památník Františka Palackého a Františka Ladislava Riegra (Palackého ulice, Praha)
- Muzeum české loutky a cirkusu (Prachatice)
- Zámek Vrchotovy Janovice

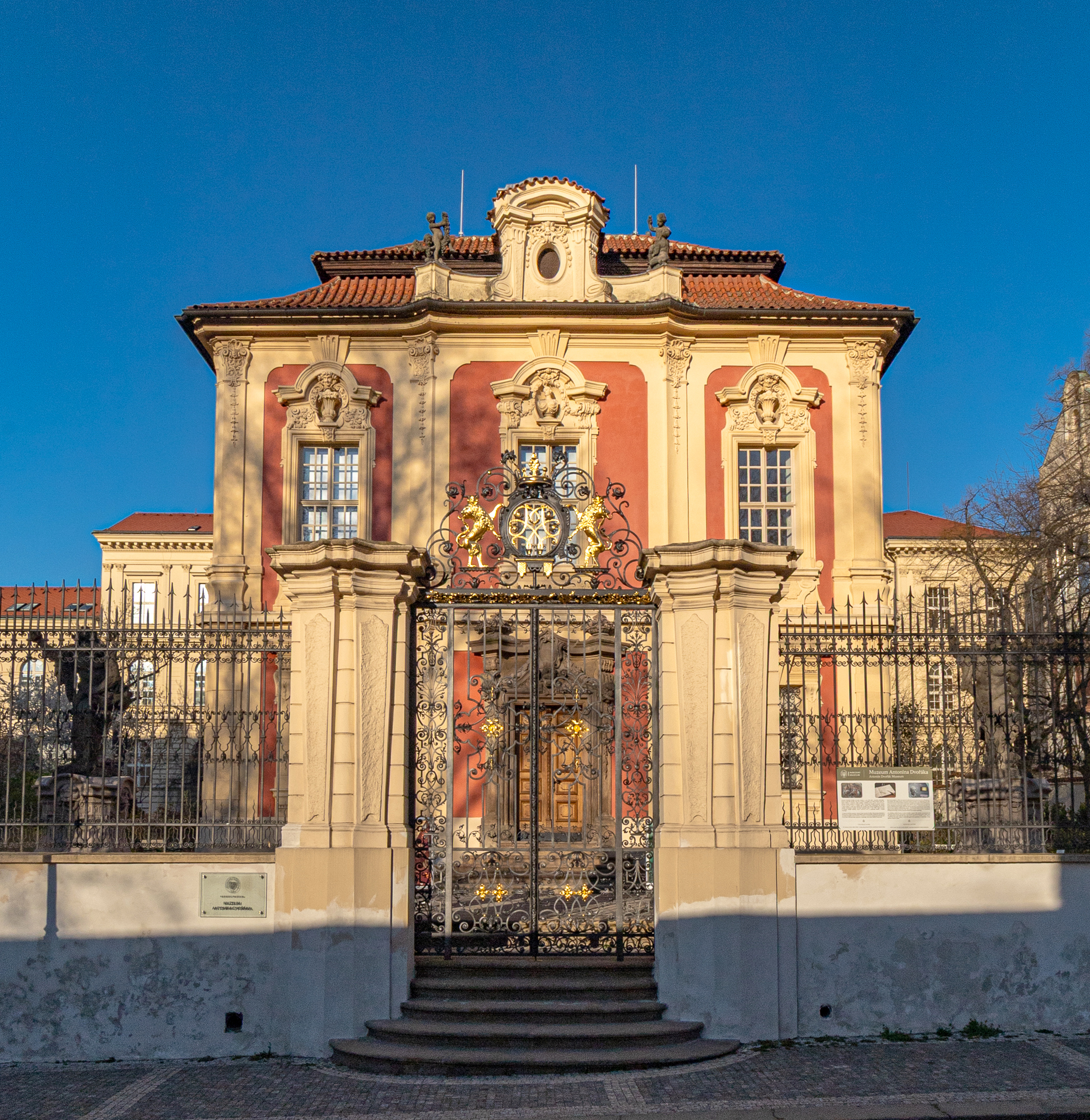
Muzeum Antonína Dvořáka v Michnově letohrádku
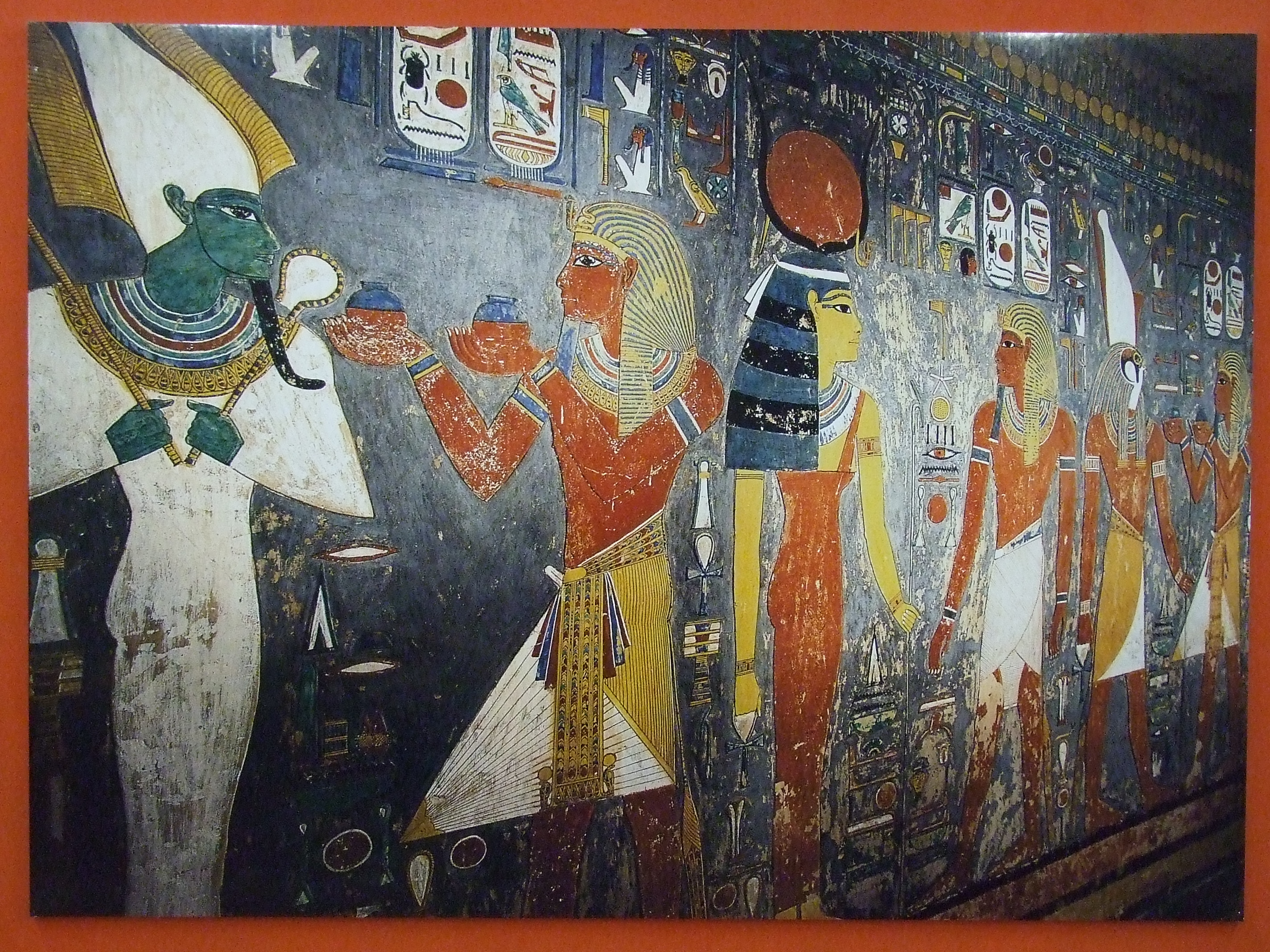
Egyptská expozice v Náprstkově muzeu
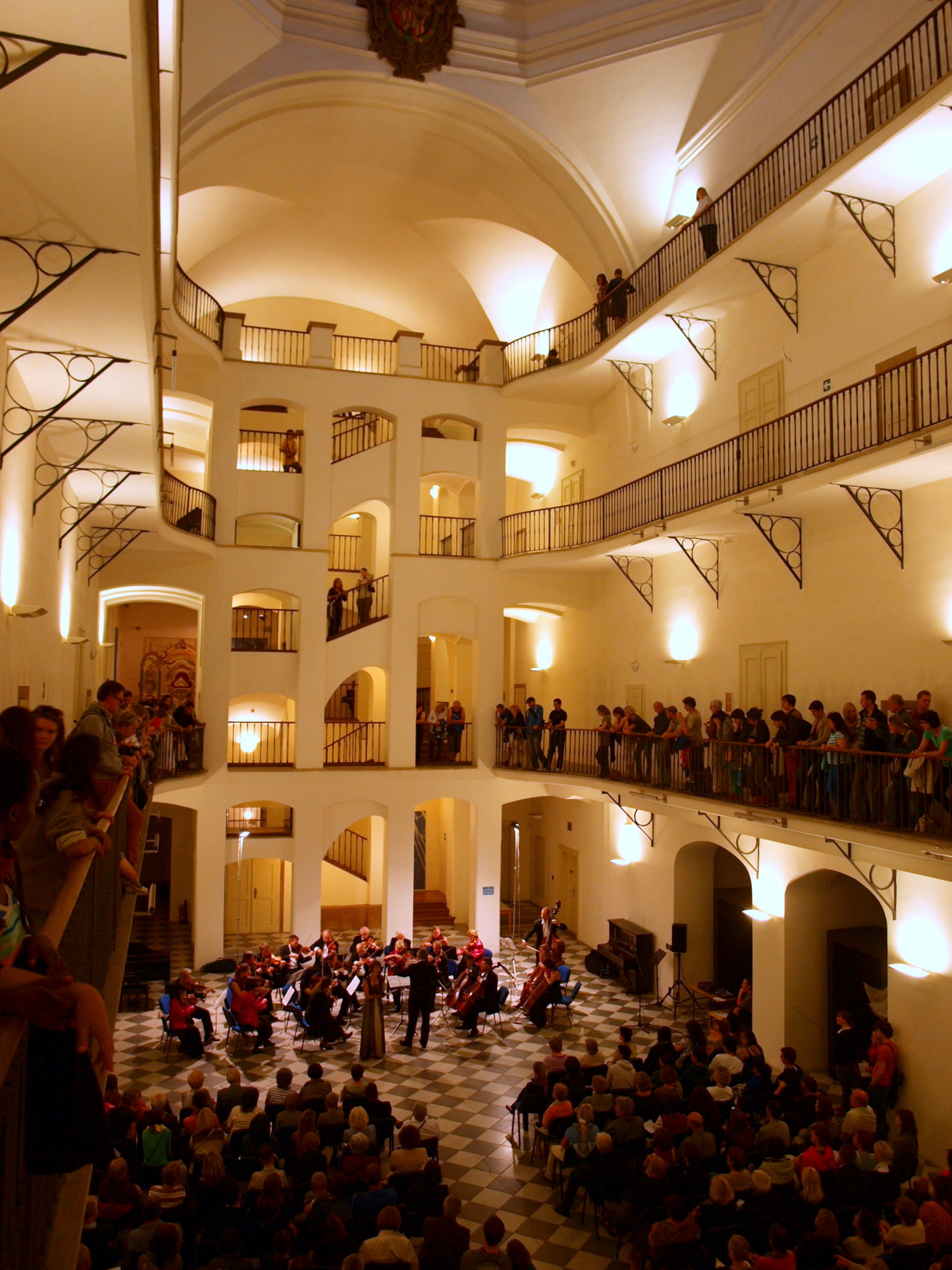
Koncert v Českém muzeu hudby
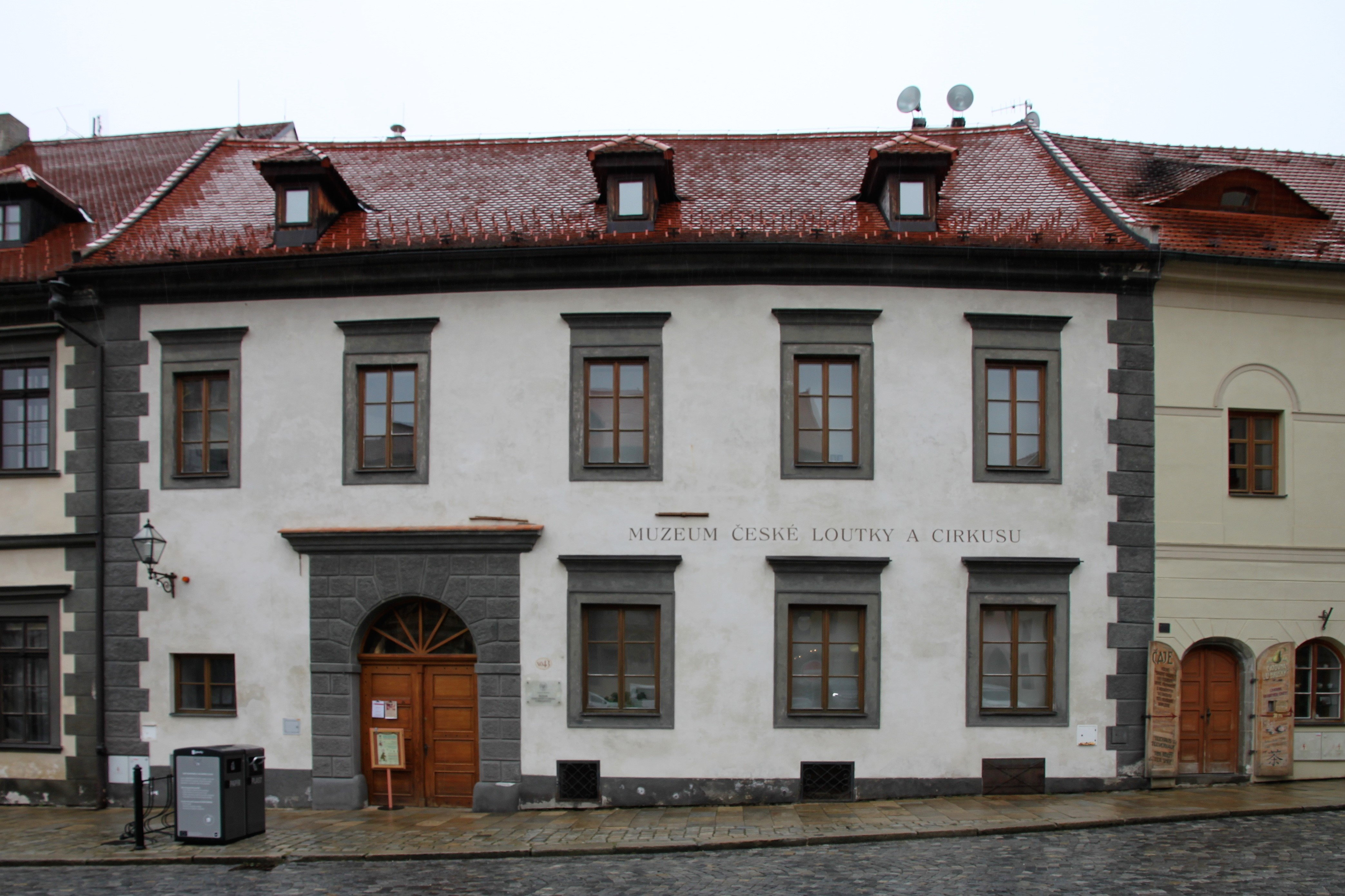
Muzeum české loutky a cirkusu v Prachaticích
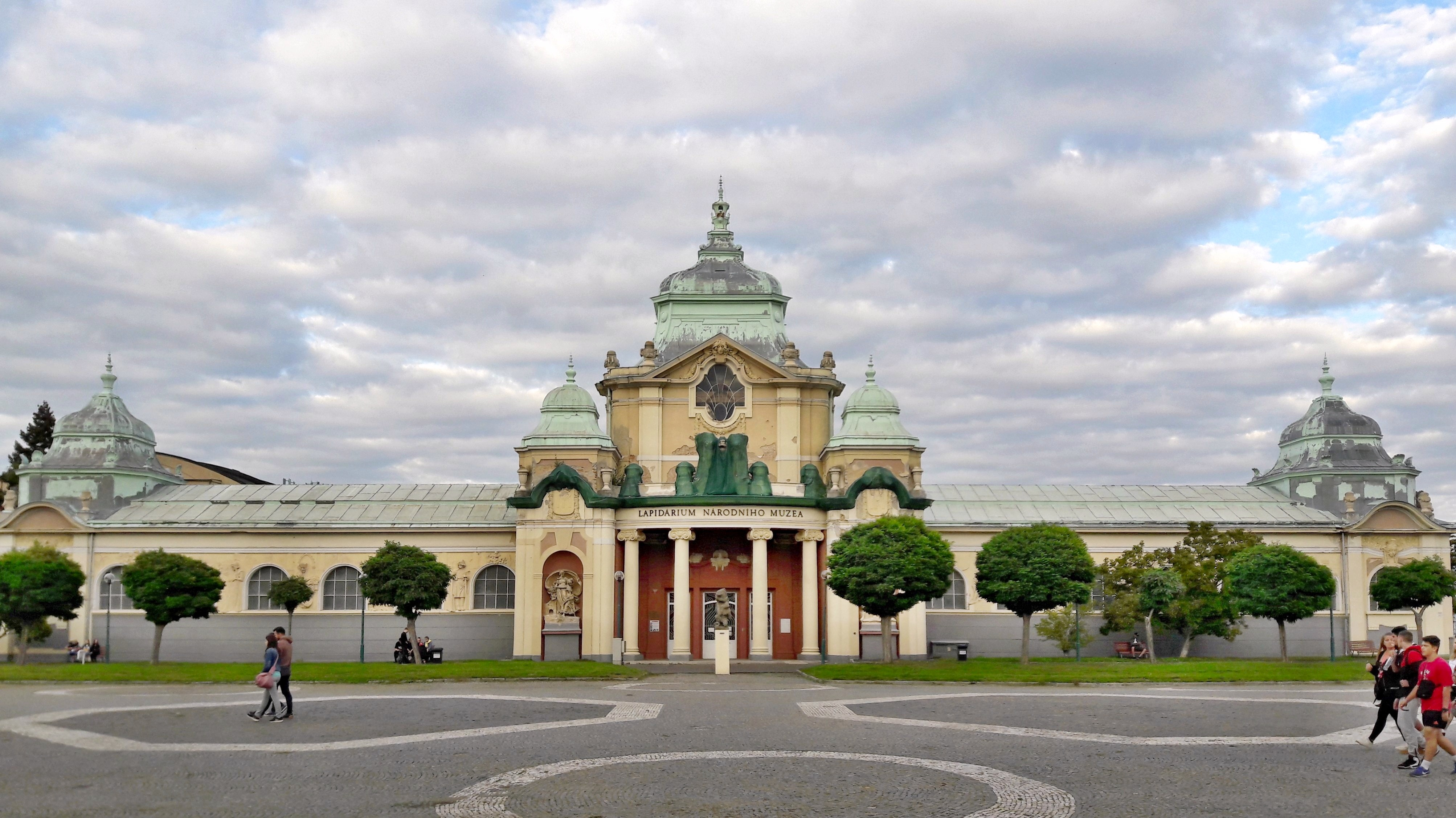
Lapidárium Národního muzea
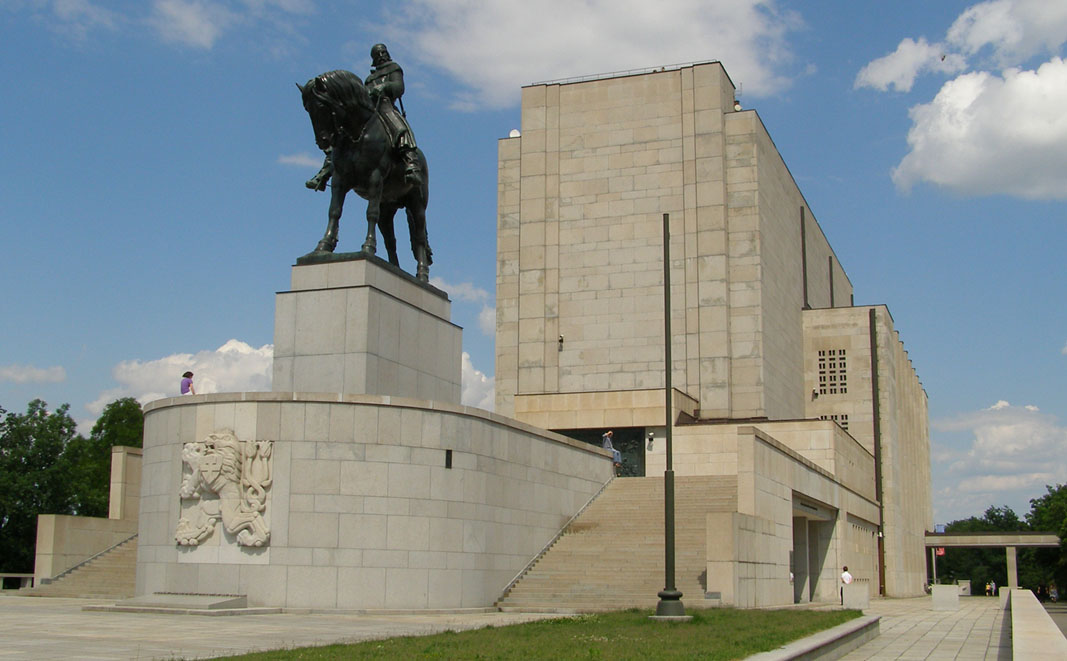
Národní památník na Vítkově

## Z činností Národního muzea

### Odborná činnost, projekty a výzkum
Dnešním smyslem Národního muzea je také jeho odborná činnost, sestávající ze 300 odborných pracovníků, kteří pracují projektově i individuálně. Muzeum má v současnosti přeš 300 publikačních výsledků ročně. 
Při přesunech sbírek během rozsáhlé rekonstrukce v letech 2015 až 2018 došlo revizi k objevení nejstarší cévnaté suchozemské rostliny na světě Cooksonia Barrandien, výsledky publikoval časopis Nature.

### Veřejné sbírky muzea
Ve sbírkách muzea je uchováno na 20 milionů exemplářů. Jen výběrem lze zmínit kameny, drahokamy, meteority. Mykologii, herbáře, botaniku, rostliny. Zvířectvo, co do zkamenělin, nálezů, objevů i nových preparací a nových výstav. Ryby, obojživelníci, hmyz, ptáci, savci apod. Numismatika, historické listiny a tisky. Antropologie člověka, jeho oblečení, historie života i boje o život. Po rekonstrukci hlavní budovy muzea byla vytvořena expozice válečného 20. století, i dopady komunistické jednotvárností bydlení na panelovém sídlišti.

### Knihovna Národního muzea
Součástí Národního muzea je také knihovna. Všeobecná část knihovny a oddělení rukopisů a starých tisků jsou umístěny v hlavní budově muzea, unikátní soubor historických i současných novin a časopisů je uložen v Místodržitelském letohrádku v pražské Stromovce. Knihovna NM také v letech 1957 až 2014 zajišťovala provoz Muzea knihy v zámku ve Žďáru nad Sázavou.

### Archiv Národního muzea
Archiv NM vznikl oddělením rukopisné části od Knihovny NM. Významná je také sbírka pečetidel a pečetí. V současné době jsou jeho pracoviště a studovna v Praze 7, Na Zátorách 285/6.Odkazy